# Gradus ad Parnassum
Gradus ad Parnassum — латинское крылатое выражение, которое переводится как «шаг к Парнасу» и «ступень на Парнас». Парнас — горный массив в центральной Греции, который, по древним мифам, был местом пребывания Аполлона и его муз. Фраза часто используется в названиях различных учебных книг или руководств, обозначая постепенный прогресс в литературе, языке, музыке или искусстве в целом.
В XVII—XIX веках «Gradus ad Parnassum» стал традиционным названием словарей древнегреческого и латинского языков с указанием длины гласных звуков, направленных на помощь новичкам. Первый такой словарь был составлен Паулем Алером (Paul Aler) в 1687 году.

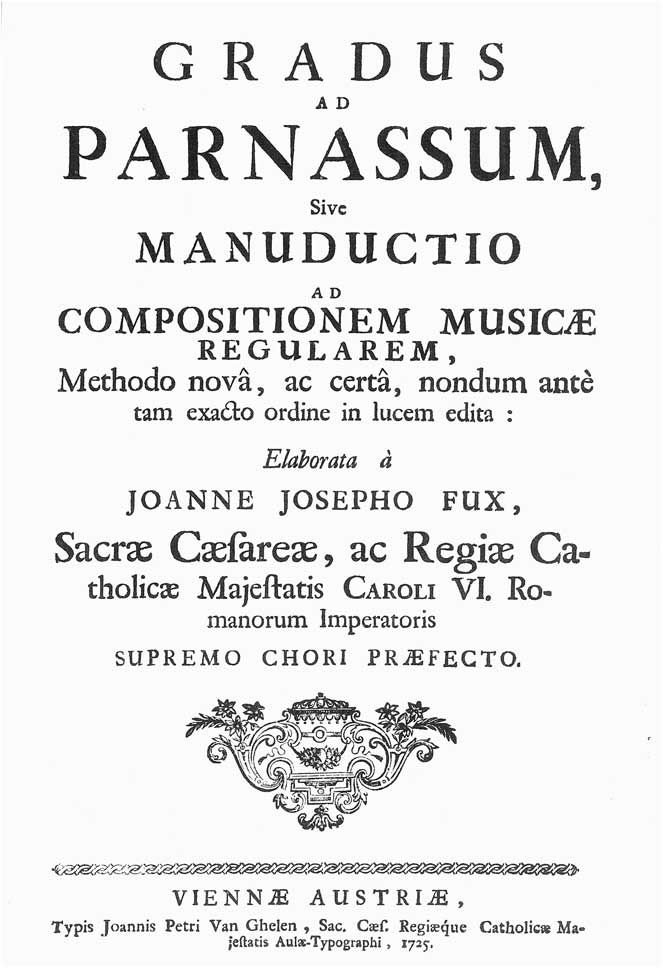
Gradus ad Parnassum Фукса

Начиная с XVIII века, выражением «Gradus ad Parnassum» был назван ряд музыкальных произведений и пьес:
- Иоганн Йозеф Фукс — «Gradus ad Parnassum», учебник полифонии (1725)
- Муцио Клементи — «Gradus ad Parnassum», цикл фортепианных пьес и ряд руководств по изучению этюдов К. Черни
- Якоб Донт — «Gradus ad Parnassum», цикл этюдов и каприса для скрипки, op.35
- Франц Зимандль — «Gradus ad Parnassum», 24 этюда для контрабаса
- Клод Дебюсси — «Doctor Gradus ad Parnassum», пьеса из фортепианного цикла «Детский уголок»